# Bruno Bérard
Bruno Bérard (Nancy, 28 ottobre 1958) è un saggista, pensatore e metafisico francese.
Ha conseguito un dottorato di ricerca all’École Pratique des Hautes Études specializzandosi in “Religioni e sistemi di pensiero”; da molti anni si dedica allo studio della metafisica e della mistica cristiana nonché della presentazione e diffusione del pensiero di Jean Borella.

## Biografia
Bruno Bérard è figlio del filosofo francese André Bérard, detto Pamphile, poeta, orientalista, membro dell’Académie française, tra i primi divulgatori in Francia dello yoga e delle filosofie orientali e in amicizia con Jean Borella, Lanza del Vasto e François Chenique.
Dopo una giovinezza trascorsa a Nancy, Bérard ha vissuto a Parigi, dove ha frequentato il Lycée Janson-de-Sailly e l’Académie Commerciale Internationale, conseguendo il Diploma Superiore in Studi Commerciali e quello Speciale in Commercio Estero.
Accanto ad una carriera professionale internazionale nel settore aeronautico, ha insegnato in diverse business school, presso il Ministero dell'Industria, e presso la ANVAR, dove su base volontaria aiuta giovani imprenditori a creare e sviluppare le loro attività.

## Formazione intellettuale
Ha conseguito un diploma superiore in studi commerciali e un certificato speciale in commercio estero, prima di iscriversi il 1999, nell’Università Paris XI - Paris-Sud, alla DEA di economia (globalizzazione).
Il 16 gennaio 2015 ha discusso la sua tesi «Un philosophe et théologien occultisant au XIXe siècle: la vie et l’œuvre de l’abbé Paul François Gaspard Lacuria (1806-1890)» (Un filosofo e teologo esoterico nel XIX secolo: la vita e l’opera dell’abate Paul François Gaspard Lacuria), sotto la supervisione di Jean-Pierre Brach conseguendo il titolo di dottore presso l’École Pratique des Hautes Études.

## Esordi letterari
Nel 1986 inizia a studiare la metafisica e scopre “l’eminente posizione occupata in questo campo da Jean Borella”, di cui nel tempo conquista la fiducia e l’amicizia. Si legherà in amicizia anche con François Chenique.
In seguito, ha scritto articoli e libri di metafisica e gli è stata affidata la curatela di opere collettive nonché la stesura di introduzioni e prefazioni di libri.
A partire dal 2018, alcune delle sue opere sono state tradotte e pubblicate negli Stati Uniti   e in Italia  .

## Incarichi editoriali
Dopo aver pubblicato due libri con la casa editrice L’Harmattan (2005, 2006), ne è diventato collaboratore fisso. Spetta a lui il merito dell’acquisizione del catalogo della collana Delphica della casa editrice L'Âge d'Homme che ha fatto confluire nella nuova collana de L’Harmattan “Théôria”, a cui ha collaborato fin dalla sua creazione. Allo stesso tempo, il presidente de L'Harmattan, Denis Pryen, lo ha incoraggiato a creare la nuova collana “Métaphysique au quotidien”, che ha accolto testi come Souvenirs métaphysiques d’Orient et d’Occident (2009) [Memorie metafisiche di Oriente e d’Occidente] di François Chenique, e altre opere importanti di Jean Borella, del pittore metafisico Georges Brunon e del matematico, fisico e metafisico statunitense Wolfgang Smith. Di recente Bérard ha contribuito a far acquisire la nota rivista di studi esoterici e politici Politica Hermetica.
Tra le opere collettanee da lui dirette si segnalano le seguenti: Qu’est-ce que la métaphysique? [Cos'è la metafisica?]; Métaphysique et psychanalyse [Metafisica e psicoanalisi]; Physique et métaphysique [Fisica e metafisica]; Métaphysique des contes de fées [Metafisica delle fiabe]; Métaphysique pour tous [Metafisica per tutti].
I suoi libri sono apparsi nelle collane “Théôria” e “Métaphysique au quotidien” rispettivamente associate alle raccolte “Ouverture philosophique” e “Religions et spiritualité”.

## Filosofia
La sua metafisica “è una metafisico-mistica, vale a dire, formalmente, una metafisica, ma, fondamentalmente, una mistica cristiana”. Essa si basa sulla distinzione fondamentale tra ragione e intelligenza, distinzione che consente alla religione di essere accolta anche dal pensiero modero.
Naturalmente, questa distinzione non è nuova, ma risale a Platone e ad Aristotele: la ragione produce il calcolo e il ragionamento ma la comprensione e il significato provengono dall'intelligenza. Il significato in realtà, non può essere generato, ma viene accolto dall'intelligenza come un riflesso nello specchio.
A partire da qui, Bérard, applica il pensiero metafisico a molti argomenti, tra cui in particolare al paradosso, alle fiabe, alla psicoanalisi, alla fisica, al sesso (“qui con l’idea di rinnovare lo studio di Julius Evola pubblicato nel 1958”), alla democrazia..., con l’obiettivo di offrire a un più largo pubblico l’accesso alla metafisica. Il libro Métaphysique pour tous [Metafisica per tutti] persegue appunto questo obiettivo.
Lo studio dei paradossi e dei limiti della conoscenza lo ha portato a proporre una Métaphysique du paradoxe [Metafisica del paradosso], secondo la quale alla paradossalità della conoscenza corrisponde una modalità paradossale del conoscere.
Buon conoscitore del metafisico Jean Borella (1930), ha presentato una sintesi ad oggi di tutti i suoi lavori.
In Italia la sua opera Introduzione a una metafisica cristiana uscita per i tipi di Simmetria nel 2022, ha ricevuto una buona accoglienza, come dimostrano le recensioni apparse rispettivamente sul sito dello scrittore poeta e letterato Tommaso Romano “Cultura-Elite”  e sulla pagina web curata da Aldo La Fata “Il Corriere metapolitico”.

## Principali pubblicazioni

### Opere
- Introduzione a una metafisica cristiana, Rome, Simmetria, 2021.

- Metafisica per tutti, Roma, Simmetria, 2023.

- (fr) Introduction à une métaphysique des mystères chrétiens (en regard des traditions bouddhique, hindoue, islamique, judaïque et taoïste), Paris, L’Harmattan, 2005, imprimatur (Paris) nº 20 (janv. 2003). [Introduzione a una metafisica dei misteri cristiani (rispetto alle tradizioni buddista, induista, islamica, giudaica e taoista)]

- (fr) Jean Borella: la Révolution métaphysique après Galilée, Kant, Marx, Freud, Derrida, Paris, L’Harmattan, 2006, apostille de Jean Borella [Jean Borella: la rivoluzione metafisica dopo Galileo, Kant, Marx, Freud, Derrida].

- (fr) Initiation à la métaphysique. Les trois songes, préface de M. Cazenave, Paris, L’Harmattan, 2009 [Iniziazione alla metafisica. I tre sogni].

- (fr) Collectif, Bruno Bérard dir., Qu’est-ce que la métaphysique?, Paris, L’Harmattan, 2010 [Cos'è la metafisica?].

- (fr) Bruno Bérard et Jean Borella, Métaphysique des contes de fées, Paris, L’Harmattan, 2011 [Metafisica delle fiabe].

- (fr) Collectif, Bruno Bérard dir., Métaphysique et psychanalyse, Paris, L’Harmattan, 2013 [Metafisica e psicoanalisi].

- (fr) Collectif, Bruno Bérard dir., Physique et métaphysique, Paris, L’Harmattan, 2018 [Fisica e metafisica].

- (en) A Metaphysics of the Christian Mystery. Introduction to Jean Borella ‘s Work, ed. John Champoux, Tacoma (WA), Angelico Press, 2018 [Una metafisica del mistero cristiano. Introduzione all’opera di Jean Borella].

- (fr) Métaphysique du paradoxe, t. 1. Paradoxes et limites du savoir, t. 2. La Connaissance paradoxale, Paris, L’Harmattan, 2019 [Metafisica del paradosso, vol. 1. Paradossi e limiti della conoscenza, t. 2. Conoscenza paradossale].

- (fr) Lacuria, un philosophe et théologien occultisant au XIXe s., t. 1 & 2, ART édition, 2020 [Lacuria, un filosofo e teologo esoterico nel XIX s.].

- (fr) Métaphysique du sexe, Paris, L’Harmattan, 2022 [Metafisica del sesso].

- (fr) Bruno Bérard et Annie Cidéron, Métaphysique pour tous, Entretiens avec Bruno Bérard, Paris, L’Harmattan, 2022 [Metafisica per tutti, Interviste a Bruno Bérard].

- (fr) La démocratie du futur. Le partage du pouvoir, Paris, L’Harmattan, 2022 [La democrazia del futuro. La condivisione del potere].

### Articoli e conferenze
- “La metafisica come anti-dogmatismo e non-sistema”, trad. Aldo La Fata, Il Corriere Metapolitico, IIIe année, nº9, déc. 2019.

- “Chrono-Sophia, Riflessioni sulla fine dei tempi”, trad. Aldo La Fata, Il Corriere Metapolitico, IVe année, nº 10, avril 2020.

- “La Guarigione in due tempi”, trad. Aldo La Fata, Il Corriere Metapolitico, Ve année, nº 13, avril 2021.

- “L’ologramma cristologico o il Cristo olagrammatico“, trad. Aldo La Fata, Il Corriere Metapolitico, Ve année, nº 14, septembre 2021.

- (fr) «La notion japonaise «Aïda», in Morena Campani, Mieko Matsumoto, À la recherche d’Aïda, Paris, L’Harmattan, 2022.

- (fr) «Jean Borella: distinguer entre intelligence et raison», dans Alain Santacreu (dir.), Au commencement est le cœur, Paris, L’Harmattan, 2010.

- (fr) «René Guénon, l’ésotérisme et le christianisme», dans Alain Santacreu (dir.), Au commencement est le cœur, Paris, L’Harmattan, 2010.

- (fr) «Faut-il être intelligent pour être sauvé?», site de Contrelittérature, 2010.

- (fr) «Retour vers une métaphysique du Beau», dans Alain Santacreu (dir.), Du religieux dans l’art, Paris, L’Harmattan, 2012.

- (fr) «Un prêtre indépendant au XIXe siècle: l’abbé Lacuria (1806-1890)», Politica Hermetica nº 30, 2017 (pp. 159 sq).

- (fr) Conférence Politica Hermetica: «Un prêtre indépendant au XIXe siècle, l’abbé Lacuria», 10 avril 2015, couvent de l’Annonciation, Paris.

- (en) «Unmasking “AI”», site de Philos-Sophia.org, 22 février 2018.

### Prefazioni
- (fr) Qu’est-ce que la métaphysique? collectif, Paris, L’Harmattan, 2010 [Cos'è la metafisica?].

- (fr) Jean Biès, Le soleil se lève à minuit. Initiation aux sagesses du quotidien, Paris, L’Harmattan, 2011 [Il sole sorge a mezzanotte. Introduzione alla saggezza quotidiana].

- (fr) Métaphysique et psychanalyse, collectif, Paris, L’Harmattan, 2013 [Metafisica e psicoanalisi].

- (fr) Physique et métaphysique, collectif, Paris, L’Harmattan, 2018 [Fisica e metafisica].

- (en) Jean Borella, Wolfgang Smith, Rediscovering the Integral Cosmos: Physics, Metaphysics, and Vertical Causality, Angelico Press, 2018 [Riscoprire il cosmo integrale: fisica, metafisica e causalità verticale].

- (en) Wolfgang Smith, The Vertical Ascent, from Particles to the Tripartite Universe and Beyond, Angelico Press, 2020 [L’ascesa verticale, dalle particelle all’universo tripartito e al di là].